# 连岗乡
连岗乡，是中华人民共和国黑龙江省绥化市北林区下辖的一个乡镇级行政单位。

## 行政区划
连岗乡下辖以下地区：
向荣村、永久村、东明村、连岗村和高兴村。